# Coffee cake
Un coffee cake (littéralement « gâteau au café ») peut désigner un sponge cake (gâteau éponge) aromatisé au café ou, aux États-Unis, un gâteau sucré destiné à être consommé avec du café ou du thé (semblable au gâteau à thé). Un coffee cake aromatisé est généralement cuit dans une forme circulaire avec deux couches séparées par un glaçage au beurre au café qui peut également recouvrir le dessus du gâteau. Les noix sont un ajout courant. Pour une variante moderne et innovante, la recette du cheesecake croustillant à la fraise offre une fusion intéressante entre le gâteau au café traditionnel et des saveurs fruitées.

## Variantes

### Coffee cakeaméricain
Les coffee cake américains contiennent rarement du café. Ils sont généralement présentés en une seule couche, aromatisés avec des fruits ou de la cannelle, et levés avec du bicarbonate de soude (ou levure chimique), qui donne une texture plus proche de celle d'un gâteau, ou de la levure, qui donne une texture plus proche de celle du pain. Ils peuvent avoir la forme d'un pain, pour être facilement tranchés, ou être cuits dans un moule à manqué ou à tubes. Ils peuvent également être garnis d'un streusel ou d'un simple glaçage, le cas échéant. Streusel signifie « saupoudrage » ou « jeté » en allemand et désigne la garniture friable populaire composée de beurre, farine, sucre. La crème aigre est aussi parfois utilisée dans les coffee cake traditionnels américains pour à la fois ajouter une saveur acidulée et activer le bicarbonate de soude utilisé comme agent levant.
Les coffee cake américains pourraient être issus du concept de kaffeeklatsch apporté par les immigrés allemands. En effet, une variante de gâteau contenant de la farine, du sucre, du beurre, de la cannelle, et parfois de l'avoine ou des noisettes saupoudrés sur la pâte à gâteau au café avant sa cuisson est parfois consommée avec du café et présente une ressemblance avec le streuselkuchen allemand.

#### Applesauce cake
L'applesauce cake (littéralement « gâteau à la compote de pommes ») est une variété de gâteau au café américain.

#### Histoire
Le coffee cake américain - également appelé gugelhupf ou kaffekuchen - a évolué à partir d'autres plats sucrés de Vienne. Au 17e siècle, les Européens du Nord et du Centre auraient eu l'idée de manger des gâteaux sucrés en buvant du café,. Comme les pays de la région étaient déjà connus pour leurs pains sucrés à la levure, l'introduction du café en Europe a permis de comprendre que les gâteaux étaient un excellent complément à la boisson. Les immigrants de pays comme l'Allemagne et la Scandinavie ont adapté leurs recettes à leur goût et les ont apportées en Amérique. Bien que les gâteaux varient, ils contiennent tous des ingrédients tels que de la levure, de la farine, des fruits secs et des épices douces. Cependant, au fil du temps, les recettes de coffee cake ont évolué avec l'utilisation de fromage, de fruits sucrés, de yaourt, de crème aigre, ce qui a donné une structure plus dense et plus proche du gâteau.